# Mellotron
Mellotron er et musikinstrument som blev opfundet af Harry Chamberlin i 1946, og er en tidlig, analog forløber for synthesizeren. Under hver tangent er det det et magnetisk bånd, og når en tangent bliver trykket ned, bliver båndet trykket mod et afspilningshoved (lydhoved). Dette drives af en elektrisk motor via en valse. Hvert bånd har en varighed på otte sekunder, og det er dermed ikke muligt at lave toner af længere varighed end det. Når tangenten bliver sluppet bliver båndet trukket tilbage i en kassette af en fjeder som er monteret i den anden ende. Instrumentet var til dels teknisk vanskeligt at spille på, og nogle af modellerne havde deres begrænsninger. 
Instrumentet havde sin første storhedsperiode i 1960'erne, og blev brugt af blandt andre The Beatles (på "Strawberry Fields Forever"), Genesis,   Pink Floyd og Moody Blues. Instrumentet blev en vigtig del af genren progressiv rock i 1970'erne.
I 1980'erne blev mellotronen udskiftet med bedre synthesizere, og gled ud af populærmusikken, men blev genfødt i 1990'erne.
I nyere tid er mellotronen f.eks. blevet brugt af Muse, Opeth, Red Hot Chili Peppers, Madonna og Bigelf.